# شهکهان
شهکهان، روستایی در دهستان مارز بخش چاه دادخدا شهرستان قلعه‌گنج در استان کرمان ایران است.

## جمعیت
بر پایه سرشماری عمومی نفوس و مسکن در سال ۱۳۹۵، جمعیت این روستا برابر با ۱۷۷ نفر (۵۷ خانوار) بوده‌است.